# Fundación Gin
La Fundación Gin es una organización sin ánimo de lucro dedicada a la promoción y difusión del humor gráfico nacional e internacional. La entidad cumple sus objetivos fundacionales mediante la edición de libros, la organización de exposiciones o la creación de un museo digital dedicado al humor gráfico.
La entidad fue creada el junio de 1997 en Barcelona, en recuerdo y homenaje a quien ha sido uno de los grandes humoristas gráficos catalanes, Jordi Ginés, Gin (1930-1996). El director general de la fundación es el dibujante y director de revistas José Luis Martín y el presidente el periodista Josep Maria Cadena. Desde el año 2011 organiza conjuntamente con la revista El Jueves el Concurso de humor gráfico Gin. En julio de 2015 abrió en periodo de pruebas Humoristán, un museo digital dedicado al humor gráfico.

## Libros publicados
- Gin. El artista elegante. Antoni Guiral. En edición conjunta de El Jueves y del ayuntamiento de Sitges, Barcelona, 2006.[7] ISBN 9788498471717
- Totes les portades d'en Cesc publicades a Cavall Fort Barcelona, 2011.[8] ISBN 8423218515821